# Stema municipiului Giurgiu

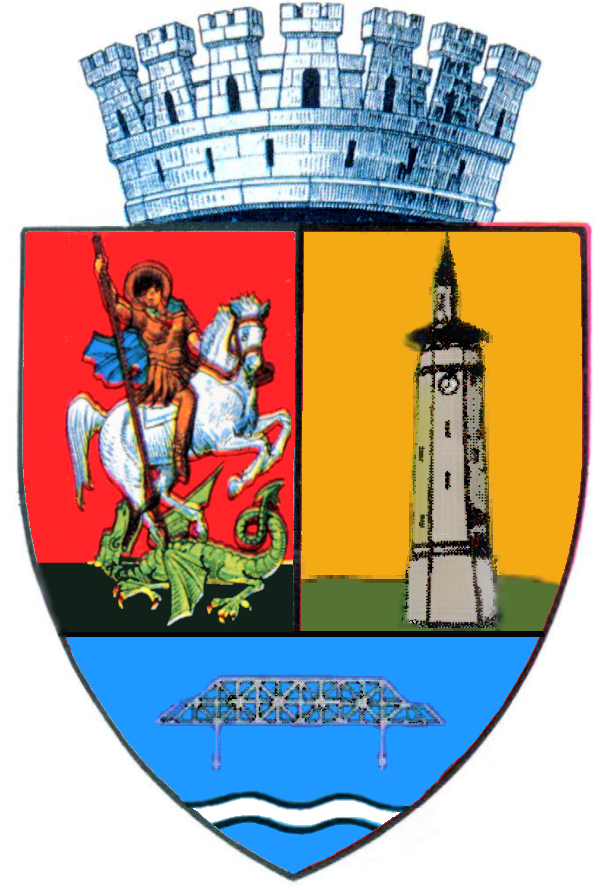
Stema municipiului Giurgiu

Stema municipiului Giurgiu a fost aprobată în 2003. Aceasta se compune dintr-un scut despicat și retezat. Prima partiție - în câmp roșu - Sfântul Gheorghe ecvestru, cu haina aurie, cu fața și brațele în culoare naturală, cu mantaua albastră, pe un cal alb natural, cu frâu auriu și șaua albă, asuprind cu lancea un balaur în culoare naturală. Partiția a doua - în câmp galben auriu - turnul cu ceas blazonat natural, amplasat pe o terasă verde. Partiția a treia - Podul Prieteniei din argint, pe fond albastru, la partea inferioară fiind desenat un brâu undat de argint. Scutul este timbrat de o coroană murală de argint, cu șapte turnuri crenelate.
Semnificația elementelor însumate:
- Sfântul Gheorghe, patronul spiritual al municipiului, constituie arma vorbitoare, făcând aluzie la denumirea localității și amintind de lupta de apărare dusă de locuitorii așezării de-a lungul timpului.
- Turnul cu ceas este simbolul istoric al municipiului, centrul geometric al orașului vechi, organizat pe o structură de tip radial, monument de arhitectură reprezentativ din a doua jumătate a secolului al XVIII-lea.
- Podul Prieteniei Giurgiu-Ruse simbolizează fizic și spiritual legătura municipiului cu orașul Ruse din Bulgaria.
- Coroana murală cu șapte turnuri crenelate arată că localitatea are rang de municipiu reședință de județ.

## Variante vechi ale stemei

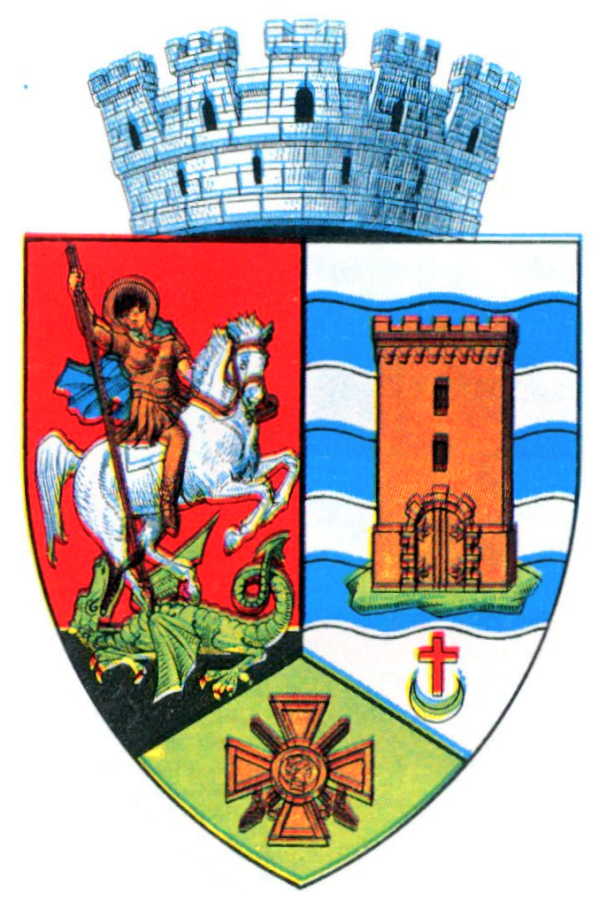
în perioada interbelică
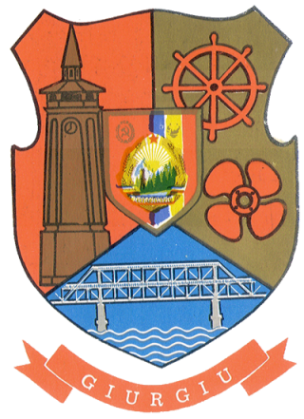
în perioada comunistă